# ماريا ديل كارمن كريسبو دياز
ماريا ديل كارمن كريسبو دياز هي سياسية إسبانية تنتمي إلى حزب الشعب. انضمت إلى حزب الشعب عام 1990، وأصبحت منسقة العمل الاجتماعي للحزب في الأندلس. منذ عام 1998 هي نائبة في البرلمان الأندلسي ومنذ عام 2003 هي رئيسة بلدية عدرا محافظة المرية.